# 도정궁
도정궁(都正宮)은 덕흥대원군의 사저(私邸)이자 선조의 잠저(潛邸)이다. 조선 중기부터 조선 후기까지 왕실의 본궁(本宮)으로 도성 서부(西部) 인달방(仁達坊), 현재의 서울 종로구 사직동 262번지 일대에 있었다.

## 역사
도정궁은 조선의 제11대 왕인 중종의 7남이자 제14대 왕 선조의 생부인 덕흥대원군 이초(李岹)의 사저이자, 선조의 출생지이자 즉위 전 잠저이고, 대원군의 역대 사손(嗣孫)들의 사저(私邸)이자 종택(宗宅)이기도 하다.
1538년(중종 33) 덕흥군 초의 사저로 50칸으로 창건되었으며, 제13대 왕 명종이 후사없이 승하하자 덕흥대원군의 3남 하성군이 선조로 즉위하고, 1569년(선조 2) 생부 덕흥군을 북송 영종의 생부 복왕 고사를 따라 생부와 생모를 각각 대원군과 하동부대부인으로 추숭하고, 잠저 후원에 가묘인 덕흥궁(德興宮)을 건립하게 하였다. 그리고 4대까지 대군(大君) 예로 작위를 주고, 그 이후 사손(嗣孫)들에게는 당상관 돈녕부 정3품 도정(都正)이라는 벼슬을 대대로 세습하게 하였다. 여기서 이름을 따 도정궁이라고 하게 된 것이다. 이후 다시 순조조에 와서 순조의 명으로 종친부 정1품 군(君) 벼슬을 대대로 세습하게 하였다. 본궁 후원의 덕흥궁에는 불천신위 6위를 모셨었다.
1588년(선조 21) 도정궁이 원인을 알 수 없는 화마로 소실되자 선조의 명으로 5개월 만에 옛 모습으로 다시 복원되었다. 대원군의 사손들이 대대로 당상관 정3품 돈녕부 도정(都正) 벼슬을 받고 살아 내려오다가 제9대 사손 판돈녕부사 이풍(이례)(李澧)이 자기 호를 딴 매은정(梅隱亭)과 담연정(澹然亭)을 건립하였고, 중건과 보수를 거듭해오다가 1865년(고종 2)에 문조의 비인 신정익황후 조씨가 말하기를 "도정궁의 사손이 영체(零替)됨으로 인하여 무너지는 대로 보수를 하지 못해서 장차 허물어질 지경에 이르렀으니, 옛날을 돌이켜 생각할 때 어찌 마음이 아프지 않겠는가? 이 집의 소중함이 다른 곳과는 아주 다르니, 수리하지 않을 수 없다. 지금 호조의 경비가 아직도 구차한 것을 걱정하고 있으니, 단지 어갑주전(御甲胄錢) 5,000 냥을 특별히 획하(劃下)하여 호조에서 속히 수리하라"라며 복원 명령을 내렸다.

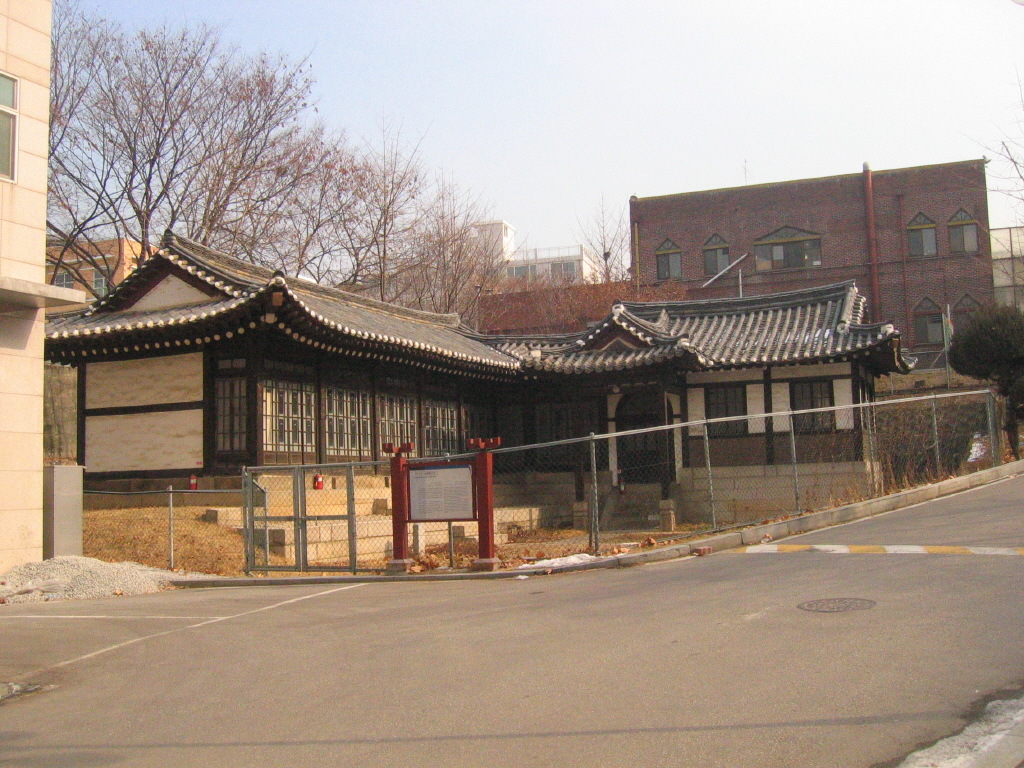
건국대 캠퍼스 내로 이건한 도정궁 경원당

1913년 12월에 도정궁이 다시 원인을 알 수 없는 화마로 이때까지 150칸이나 되었던 궁이 20~30칸만 남기고, 상당수 불에 타 소실되었다. 1920년 도정궁 장행랑은 서울의 5대 명물 중 하나였다고 한다. 이 장행랑은 현재는 사진으로나마 볼 수 있다.
현재 도정궁은 화마와 도시 개발로 거의 흔적을 찾을 수 없지만 현재 사직동 도정궁터에 개보수된 현대그룹회장가와 고 운경이재형가(운경재단) 안채[연비려천(鳶飛戾天)]와 사랑채[긍구당(肯構堂)]가 개보수된 채 남아있으며, 건국대학교 캠퍼스로 이건한 도정궁 경원당(예전 사직동 정재문가)은 서울민속자료 제9호로 문화재 지정 및 보호되고 있다.

## 도정궁 역대 주인들
- 덕흥대원군(德興大院君, 1530년-1559년), 조선 제14대왕 선조(宣祖)의 사친.
- 제1대 의헌공 하원군 이정(河原君 李鋥, 1545년-1597년), 호성원종2등공신.
- 제2대 종실 당은군 이인령(唐恩君 李引齡, 1562년-1615년)
- 제3대 종실 응천군 이돈(凝川君 李潡, 1579년-1617년)
- 제4대 동지돈녕부사 이정한(李挺漢, 1601년-1671년)
- 제5대 동지돈녕부사 이홍일(李弘逸, 1640년-1718년)
- 제6대 돈녕도정 증 참판 이세정(李世禎, 1661년-1721년)
- 제6.5대 진사 이명좌(李明佐, 1681년-1722년), 임인사화 연좌
- 제7대 돈녕도정 증 이조판서 이명회(李明會, 1685년-1727년), 임인사화 연좌
- 제8대 돈녕도정 증 좌찬성 이형종(李亨宗, 1706년-1759년)
- 제9대 판돈녕부사 이풍(이례)(李灃, 1727년-1795년)
- 제10대 진안군 이언식(晋安君 李彦植, 1752년-1819년)
- 제11대 완성군 이희(完城君 李爔, 1771년-1830년)
- 제12대 완창군 이시인(完昌君 李時仁, 1805년-1843년)
- 제13대 증 경원군 이하전(慶原君 李夏銓, 1842년-1862년), 헌종조, 철종조 왕위 물망.
- 제14대 창산군 이해창(昌山君 李海昌, 1865년-1945년)
- 제15대 비서원승 이덕주(李德柱, 1887년-1962년)

## 도정궁 사손
- 제16대 이우갑(李愚甲, 1918년∼1950년)
- 제17대 이영기(李英基, 1946년∼)

## 사극
- 연속사극 <<都正宮의 落照(도정궁의 낙조)>>은 1966년 이진섭(李眞燮) 작, 허지영(許志英) 연출의 동아방송 9시연속극으로 오후 9시 20분에 방영되었다.
  - 출연은 천선녀(千仙女), 김수일(金秀一), 윤미림(尹美林), 전운(全雲), 김영옥(金暎玉), 김윤희(金允姬) 外.

## 같이 보기
- 덕흥대원군
- 하동부대부인
- 하원군
- 조선 선조
- 덕흥궁
- 도정궁 경원당
- 이하전

## 관련 자료
- 덕흥궁-전주리씨덕흥대원군파

 본 문서에는 서울특별시에서 지식공유 프로젝트를 통해 퍼블릭 도메인으로 공개한 저작물을 기초로 작성된 내용이 포함되어 있습니다.